# Орден Великого князя Литовського Гедиміна
О́рден Вели́кого кня́зя Лито́вського Гедимі́на (лит. Lietuvos didžiojo kunigaikščio Gedimino ordinas, до 2002 року — Didžiojo Lietuvos kunigaikščio Gedimino ordinas) — державна нагорода Литовської Республіки.
Орден був заснований 4 листопада 1927 року для нагородження литовських та іноземних громадян за старанну і чесну працю на державній службі або в суспільній діяльності.
Орден Великого князя Литовського Гедиміна має п'ять ступенів і медаль ордену.

## Історія
Статут ордена Великого князя Литовського Гедіміна був прийнятий Кабінетом міністрів Литви 4 листопада 1927 року. За поданням прем'єр-міністра (9 лютого 1928 року Nr. 100 a) Президент Литви затвердив статут ордена 10 лютого 1928 року.
Орден спочатку мав чотири ступені. У 1930 році була додана п'ята ступінь ордена і три ступеня медалі ордена. З 2002 року медаль ордена стала мати лише одну ступінь.

### Статут ордена Великого князя Литовського Гедиміна від 4 листопада 1927 року
|  | §1 Для відзначення та вшанування громадян Литви та іноземних держав за особливі заслуги перед Литвою засновується орден Великого князя Литовського Гедиміна. §2 Орден Великого князя Литовського Гедиміна має чотири ступені, четверта ступінь вважається нижчою. §3 Орденом Великого князя Литовського Гедиміна нагороджує Президент Республіки. §4 До нагороди представляє відповідний міністр, у галузі якого служить, або служила, або працювала особа, передбачена до нагородження. Громадян іноземних держав до нагороди представляє Міністр закордонних справ. §5 Відповідна ступінь ордена надається дивлячись на важливість заслуг, службове звання, або суспільне становище нагороджуваного. §6 Нагородженим особам вручається орден та диплом. §7 Особи, нагороджені орденом мають право носити його завжди. §8 Права носіння ордена позбавляють лише рішенням суду. §9 Справи про нагородження веде Канцелярія Президента Республіки. §10 Особи, нагороджені орденом, крім громадян іноземних держав, відшкодовують вартість ордена відповідними внесками, які встановлюються окремо. §11 Опис ордена, порядок нагородження та носіння встановлюється окремими правилами. |

### Статут ордена Великого князя Литовського Гедиміна від 1 вересня 1930 року
|  | 215 Орден В.К.Л. Гедиміна, заснований в 1928 році законом про орден В.К.Л. Гедиміна, призначений для вшанування заслужених перед Литвою осіб, особливо тих, які відзначилися старанним і чесним проходженням державної або суспільної служби. 216 Орденом В.К.Л. Гедиміна можуть нагороджуватися й громадяни іноземних держав. 217 Орден В.К.Л. Гедиміна має п'ять ступенів. Його почесними знаками є: 1) Орден 1-го ступеня. а) Срібний, чорніння оксидуванням діагональний хрест з широкими кінцями, в середині якого є менший хрест білої емалі, з трьома золотими променями в кожному кінці хреста. Діаметр срібного хреста посередині 40 мм. У середині хреста накладено чотирикутний із золотавими краями щит червоної емалі, в середини якого срібні стовпи В.К.Л. Гедиміна. Із проміжків між кінцями хреста, від центру, йдуть по три золотисті, з'єднані колами промені, які складають вертикальний хрест 50 мм діаметром. Друга сторона хреста така сама, тільки на щиті, замість стовпів Гедиміна, вписана дата проголошення Незалежності Литви: 1918. II 16. b) Стрічка є жовта, муарова, з чотирма темно-брунатними вертикальними смужками. c) Срібна опукла дев'ятіконечна зірка, в середині якої знак ордена, тільки його діаметр посередині 28 мм. Діаметр зірки 85 мм. 2) Орден 2-го ступеня. а) Такий само, як і хрест 1-го ступеня, і b) така само, як і зірка 1-го ступеня. 3) Орден 3-го ступеня. Такий само, як і хрест 1-го ступеня. 4) Орден 4-го ступеня. Такий само, як і хрест 1-го ступеня, тільки його діаметр посередині 42,5 мм. Хрест носиться на орденської стрічці з розеткою. 5) Орден 5-го ступеня. Такий само, як і хрест 4-го ступеня; носиться на такий само стрічці без розетки. 218 Свято ордена В.К.Л. Гедиміна — свято Незалежності Литви 16 лютого. 219 Орденом В.К.Л. Гедиміна нагороджують в день свята цього ордена. Громадян іноземних держав, а в особливих випадках і громадян Литви, Президент Республіки може нагородити і в інший час. 220 Рада ордена складається з голови й 5 членів, які призначаються Президентом Республіки з кавалерів ордена В.К.Л. Гедиміна на три роки. Зі своїх лав рада обирає заступника голови та секретаря. Раді, для створення кворуму, потрібен голова, або його заступник, і не менше трьох членів. 221 Кавалерам ордена В.К.Л. Гедиміна та їх родинам відповідно надаються права і привілеї, позначені в статтях 58 — 75 цього закону. |

У 1940 році, після окупації Литви радянськими військами та приєднання її до СРСР, нагороду було скасовано.

### Статут ордена Великого князя Литовського Гедиміна від 12 вересня 1991 року
Верховна Рада Литовської Республіки 12 вересня 1991 законом «Про ордени, медалі та інші відзнаки» Nr.I-1799 відродила всі державні нагороди, що існували в Литві з 1 вересня 1930 року, крім медалі Первістків Війська.

## Положення про нагороду
|  | 32 стаття. Нагородження орденом Великого князя Литовського Гедиміна Орденом Великого князя Литовського Гедиміна нагороджуються послужили Литві особи, які відзначилися особливо старанною і чесною працею, суспільною діяльністю. 33 стаття. Структура ордена Великого князя Литовського Гедиміна 1. Орден Великого князя Литовського Гедиміна має п'ять ступенів. 2. Знаками ордена є: Великий хрест, Великий Командорський хрест, Командорський хрест, Офіцерський хрест і Лицарський хрест. 3. Великий хрест ордена складає: 1) хрест — срібний, 50 мм величиною, чорнений оксидуванням, в середині покритий білою емаллю, на стилізованому золотому сонці. У центрі хреста — покритий червоною емаллю чотирикутник, із золотими краями, з срібними стовпами Гедиміновічив. Зворотна сторона хреста така ж, але в чотирикутник, замість стовпів Гедиміновічив, вписані роки правління Гедиміна «1316-1341»; 2) зірка — срібна, дев'ятипроменева, 85 мм діаметром. В її центрі — зменшений знак ордена Великого князя Литовського Гедиміна; 3) стрічка — жовтого муару, 100 мм завширшки (жінкам — 65 мм завширшки), з чотирма темно-брунатними смужками по краях. 4. Великий Командорський хрест ордена складає: 1) хрест — як Великий хрест; 2) зірка — як у Великого хреста; 3) стрічка — як стрічка Великого хреста, тільки 40 мм завширшки. 5. Командорський хрест ордена складає: 1) хрест — як Великий хрест; 2) стрічка — як стрічка Великого хреста, тільки 40 мм завширшки. 6. Офіцерський хрест ордена складає: 1) хрест — як Великий хрест, тільки величиною 42 мм величиною; 2) стрічка — як стрічка Великого хреста, тільки 32 мм завширшки, з розеткою. 7. Лицарський хрест ордена складає: 1) хрест — як Великий хрест, тільки 42 мм величиною; 2) стрічка — як стрічка Великого хреста, тільки 32 мм завширшки. |

## Елементи художнього оформлення знака ордена та зірки
Знаки ордена Великого князя Литовського Гедиміна спроектував художник Андрій Лопухін (лит. Andrius Lopuchinas). У 1929 році орден був злегка доопрацьований художником Йонасом Бурачасом (лит. Jonas Buračas), в тому числі була дещо змінена орденська стрічка.

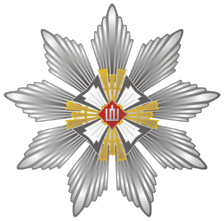
Зірка ордена
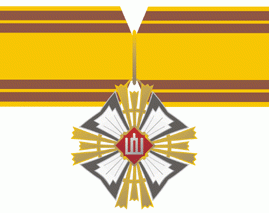
Знак ордена
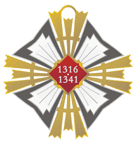
Зворотна сторона знака ордена
«Стовпи Гедиміновичів» (лит. Gediminaičių stulpai) — догеральдичний і геральдичний знак княжого дому Гедиміновичів

## Знаки ордена
Знаки ордена виготовлялися в Швейцарії фірмою «Уґюнан Фреер» (фр. «Huguenin Frères»), стрічки ткалися в Данії фірмою «Мьорх ог Сьонс» (дан. «Mørch & Søn's»).
У новітній час, ордени вищих ступенів виготовляються на Литовському монетному дворі. У 1994 році ордени молодших ступенів виготовлялися на вільнюському комбінаті «Дайлє» (лит. «Dailė»), пізніше їх виготовлення перейняв Литовський монетний двір. До 1996 року орденські стрічки ткалися Литовським інститутом текстилю, в даний час стрічки ткутся данською фірмою «Мьорх ог Сьонс» (дан. «Mørch & Søn's»).
| Великий хрест                                       | Великий хрест, для нагородження жінок | Великий командорський хрест                 |
| --------------------------------------------------- | ------------------------------------- | ------------------------------------------- |
|                                                     |                                       |                                             |
|                                                     |                                       |                                             |
|                                                     |                                       |                                             |
| Великий командорський хрест, для нагородження жінок | Командорський хрест                   | Командорський хрест, для нагородження жінок |
|                                                     |                                       |                                             |
|                                                     |                                       |                                             |
|                                                     |                                       |                                             |
| Офіцерський хрест                                   | Лицарський хрест                      | Медаль ордена                               |
|                                                     |                                       |                                             |
|                                                     |                                       |                                             |

## Нагородження орденом
База даних осіб, нагороджених орденом Великого князя Литовського Гедиміна доступна на сторінці Президента Литовської Республіки.